# Col de Monte Giovo
Le col de Monte Giovo (en allemand Jaufenpass) est un col des Alpes rhétiques orientales situé dans la province autonome de Bolzano (Italie), à une altitude de 2 093 m. Il relie le val Passiria et Merano à la vallée de l'Isarco.
Des découvertes archéologiques (objets de l'âge du Bronze, monnaies romaines, tombes du Bas Empire) montrent que cette voie a été parcourue depuis la protohistoire. Il est possible qu'elle ait été la voie préférée pour l'accès au Brenner avant la construction, vers 200 ap. J.-C., de la voie romaine empruntant la vallée de l'Isarco ; en effet, la vallée de l'Isarco est étroite et d'un accès difficile.
La première route véritable passant par le col ne date que du XVIIe siècle.
Le nom du Monte Giovo rappelle que Jupiter était souvent honoré sur les hauteurs des Alpes, comme Iuppiter Poeninus au col du Grand-Saint-Bernard dont le nom ancien était Mont Joux (Mons Iovis).